# 新庄直房
新庄 直房（しんじょう なおふさ、文禄4年（1595年）- 慶安2年10月22日（1649年11月26日）は、江戸時代前期の旗本寄合。新庄直頼の4男。兄に直定、直綱、秀信、姉妹に柴田某室。官位は従五位下美作守。子に直時、直徳。
慶長5年（1600年）の関ヶ原の戦いにおいて父直頼は西軍に与したため、徳川家康から改易されて、その身柄は蒲生秀行預かりとなったが、後に罪を許されて、常陸麻生に3万石の所領を与えられ初代藩主となった。慶長18年（1613年）9月27日、父の遺領のうち3000石を分与され、徳川秀忠に仕える。寛永7年（1630年）12月29日、従五位下美作守に叙任される。寛永9年（1632年）5月使番となり、11月に目付となる。寛永10年（1633年）2月26日、1000石を加増され、都合4000石となる。寛永12年（1635年）11月1日小姓組頭となり、寛永13年（1636年）9月10日書院番頭となる。
次男の直時は宗家の新庄直好の婿養子となり麻生藩4代目・6代目藩主となった。